# يعقوب لورانس
يعقوب لورانس (بالإنجليزية: Jacob Lawrence) (و. 1917 – 2000 م) رسام أمريكي عُرف بتجسيده للمواضيع التاريخية الأمريكية -الأفريقية والحياة المعاصرة. وصف لورانس أسلوبه «بالتكعيبية الديناميكية»، على الرغم من اعترافه بأن المؤثر الأول لم يكن الفن الفرنسي بقدر ما كان أشكال وألوان حي هارلم. نقل التجربة الأمريكية الأفريقية إلى الواقع مستخدمًا تراكيب باللونين البني والأسود جنبًا إلى جنب مع ألوان زاهية أخرى. درّس الفن أيضًا وأمضى 16 عامًا كأستاذ في جامعة واشنطن.
يعد لورانس واحدًا من أفضل الرسامين الأمريكيين الأفارقة في القرن العشرين. عرف برسوماته المعاصرة التي جسدت الحياة اليومية والكثير من قصص التاريخ الأمريكي، بالإضافة إلى تصويرها لشخصيات تاريخية أيضًا. نال وهو في عمر الثالثة والعشرين شهرة وطنية بسبب تنفيذه لعمل من 60 لوحة ذا مايغريشن سيريز، التي جسدت الهجرة الكبرى للأمريكيين الأفارقة من الجنوب الريفي إلى الشمال الحضري. اشترت مجموعة فيليبس السلسلة بكاملها ليُحتفظ بها في واشنطن العاصمة وفي متحف الفن المعاصر في نيويورك. توجد أعمال لورانس حاليًا كمجموعات في عدة متاحف، مثل متحف فيلاديلفيا للفنون ومتحف ويتني ومتحف ميتروبوليتان للفنون ومتحف بروكلين ومتحف رينولدا هاوس للفن الأمريكي ومتحف الفن الشمالي الغربي. أما لوحته التي رسمت عام 1947 ذا بيلديرز فهي موضوعة في البيت الأبيض.

## سيرته الذاتية

### سنواته المبكرة
ولد جاكوب لورانس في 7 سبتمبر عام 1917 في أتلانتيك سيتي، نيوجيرسي، حيث هاجر والداه إلى هناك من الجنوب الريفي وانفصلا عن بعضهما عام 1924. وضعته والدته مع شقيقيه الأصغر منه في دار رعاية في فيلاديلفيا. انتقل مع شقيقيه عندما أصبح بعمر الثالثة عشرة إلى مدينة نيويورك وتواصل من جديد مع والدته في حي هارلم. تعرّف لورانس على الفن بعد ذلك بوقت قصير، عندما سجلته والدته في حصص إضافية بعد المدرسة في دار رعاية الفنون والحرف اليدوية في هارلم، ويدعى مركز يوتوبيا للأطفال، في محاولة منها لإبقائه مشغولًا. رسم لورانس في ذلك الحين نماذجًا بأقلام التلوين نسخها في البداية من التراكيب الموجودة على البسط التي كانت تملكها والدته.
ترك المدرسة في عمر السادسة عشرة. عمل بعدها في مغسلة لغسيل الملابس وفي مطبعة. لكنه استمر في تعلم الفن من خلال حضوره للدروس في ورشة عمل هارلم للفنون، التي يدرّسها الفنان الأمريكي-الأفريقي المعروف تشارلز ألستون الذي شجعه كي يلتحق بمركز هارلم للفن المجتمعي، بإدارة النحاتة أوغستا سافاج. أمّنت سافاج للورانس منحة دراسية إلى مدرسة الفنانين الأمريكية، ومنصب وظيفي مأجور في إدارة الأشغال العامة، التي أُسست خلال فترة الكساد الكبير من قبل إدارة الرئيس فرانكلين دي. روزفلت. تابع لورانس دراسته إلى جانب عمله مع ألستون وهنري بانارن، وهو فنان آخر من فناني النهضة في هارلم، في ورشة عملهما ألستون-بانارن. درس أيضًا في ورشة هارلم للفنون في نيويورك عام 1937. درّب لورانس غالبية الفنانين السود في الولايات المتحدة، وكان واحدًا من أوائل الفنانين الذين تدربوا في ومن خلال المجتمع الأمريكي-الأفريقي في هارلم. ركز لورانس خلال مسيرته الفنية الطويلة على استكشاف تاريخ وصعوبات الأمريكيين الأفارقة.
ألهمت الجوانب «الصعبة والمشرقة والهشة» من هارلم خلال فترة الكساد الكبير لورانس بقدر ما ألهمته الألوان والأشكال والأنماط داخل منازل ساكنيها. أخبر لورانس المؤرخ بول كارلستروم مرة: «زينت والدتي منزلها، كما زين الناس من جيلها منازلهم بكل أنواع الألوان، لدرجة تعتقد معها أنك في لوحة من لوحات ماتيس». استخدم لورانس الألوان المائية خلال مسيرته المهنية بشكل أساسي. نال الشهرة والاهتمام بسبب أعماله الدرامية ورسوماته التي صور من خلالها مشاهد يومية معاصرة من الحياة الحضرية للأمريكيين الأفارقة، بالإضافة إلى أحداث تاريخية أخرى. جسد كل ذلك بأشكال حادة وألوان واضحة وتركيبات حركية ومن خلال الكشف عن مواقف وإيماءات.

### مهنته
طوّر لورانس في أولى بداياته المهنية نهجًا خاصًا به، ما جعل له صيته الخاص وبقي كعلامة يتفرد بها فنه: تمثّل هذا النهج بخلق سلسلة من اللوحات التي تروي قصة ما أو تصور بدرجة أقل، عدة جوانب من موضوع معين. جسد لورانس في أول مشروع اتبع فيه هذا الأسلوب، عدة شخصيات رئيسية تروي السيرة الذاتية للشتات الأفريقي. كان عمره 21 عامًا فقط عندما عُرضت سلسلته المؤلفة من 41 لوحة للجنرال الهاييتي توسان لوفرتور، الذي قاد ثورة العبيد لينالوا حريتهم في نهاية المطاف، في معرض الفنانين الأمريكيين الأفارقة في متحف بالتيمور للفنون. تبع ذلك سلسلة من اللوحات التي صورت حياة هاريت توبمان (1983-1939) وحياة فريدريك دوغلاس (1939-1940).

قيّم أستاذه تشارلز ألستون عمله في مقال كتب لمعرض أقيم في هارلم عام 1938:
«نجح لورانس حتى الآن بالتحرر بأعجوبة من بصمة الأفكار الأكاديمية وتيار الفن الحالي، واتبع مسارًا تطويريًا أملته عليه دوافعه الداخلية. على الرغم من عمله ضمن وسط محدود من الخيارات اللونية الكامدة، لكنه أنجز تناغمًا لونيًا رائعًا وغنيًا كان مذهلًا ومثيرًا على حد سواء. يمثل لورانس برأيي أكثر من أي فنان آخر، الحيوية والجدية، ويعِد كذلك بجيل جديد واعي من الفنانين الزنوج».
تزوج لورانس من الرسامة غويندولين نايت في 27 يوليو عام 1941، وهي طالبة أيضًا من طالبات سافاج. ساعدت غويندلين في تحضير ألواح الجص لرسومات زوجها وساهمت كذلك في كتابة التعليقات على الرسومات في أعماله المتعددة اللوحات.

### ذا مايغريشن سيريز
أنجز لورانس خلال عام 1940-1941 مجموعة مؤلفة من 60 لوحة روائية أسماها هجرة الزنوج أو استمر المهاجرون بالقدوم، تدعى هذه السلسلة اليوم ذا مايغريشن سيريز. تجسد السلسلة الهجرة الكبرى التي تمثلت بانتقال مئات الآلاف من الأمريكيين الأفارقة من الجنوب الريفي إلى الشمال الحضري بعد الحرب العالمية الأولى. خطط لورانس لكل اللوحات مسبقًا قبل البدء بالتلوين لأنه استخدم نوع من الصباغ كان يجف بسرعة، ثم طبق لونًا واحدًا فقط استخدمه على كل المشاهد ليحقق نوع من الاستمرارية المتناغمة، لينتقل بعد ذلك إلى اللون التالي. عُرضت السلسلة في معرض داون تاون في قرية غرينويش، جاعلة منه أول فنان أمريكي-أفريقي يُمثّل من قبل معرض في نيويورك. أكسبه ذلك أيضًا شهرة وطنية. عُرضت مختارات من هذه السلسلة في عدد1941 من مجلة فورتشن. تم شراء كامل السلسلة معًا وقسمتها مجموعة فيليبس في واشنطن العاصمة، التي احتفظت باللوحات ذات الأرقام الفردية، ومتحف نيويورك للفن المعاصر الذي احتفظ باللوحات ذات الأرقام الزوجية. اشتملت أعماله الأولى على تصوير عام للحياة اليومية في هارلم وكذلك على سلسلة هامة مخصصة للتاريخ الأمريكي- الأفريقي.
تبع ذلك العمل سلسلة أخرى تضم 22 لوحة، جسدت السيرة الذاتية لجون براون وهو المؤيد لإلغاء العبودية في عام 1941-1942. حصل لورانس على عمولة لتجديد هذه اللوحات عندما أصبحت مهترئة لا تصلح للعرض. فأعاد تنفيذها على لوحات كبيرة من الحرير كحافظة للأعمال عام 1977.

كتب هاورد ديفري في صحيفة نيويورك تايمز عام 1943 أنه يعتقد «أن لورانس نجح في سلسلته التالية والمؤلفة من 30 صورة في تركيز اهتمامه أكثر على الجوانب المتعددة لحياة شعبه في هارلم». ووصف المجموعة بأنها «وثيقة اجتماعية مذهلة» وكتب أيضًا: 
«اللون الذي اعتمده لورانس يناسب تمامًا تفسيراته وترجماته الحية. ساعد أسلوبه النصف تجريدي القوي في الوصول إلى تصريحاته الأساسية أو الأولية. يشعر المرء في حضرة عمل من أعماله كما لو أنه عاش تجربة أساسية استثنائية. تطور لورانس ونما من خلال استخدامه للتناغم والتصميم الحر اللامحدود والسلاسة».

## روابط خارجية
- يعقوب لورانس على موقع الموسوعة البريطانية (الإنجليزية)